# هارولد بارون
هارولد بارون (بالإنجليزية: Harold Barron)‏ هو منافس ألعاب قوى أمريكي، ولد في 29 أغسطس 1894 في مقاطعة تشيستر في الولايات المتحدة، وتوفي في 5 أكتوبر 1978 في سان فرانسيسكو في الولايات المتحدة.

## وصلات خارجية
- هارولد بارون على موقع أوليمبيديا (الإنجليزية)